# Comunità montana di Scalve
La Comunità montana di Scalve è una comunità montana della provincia di Bergamo in Lombardia. Comprende 4 comuni della Valle di Scalve: Azzone, Colere, Schilpario e Vilminore di Scalve.

## Giunta esecutiva
- Gabriele Bettineschi - Presidente
- Mirella Cotti Cometti - Vicepresidente con delega ai lavori pubblici e ai servizi sociali
- Stefano Magri - Assessore con delega al bilancio

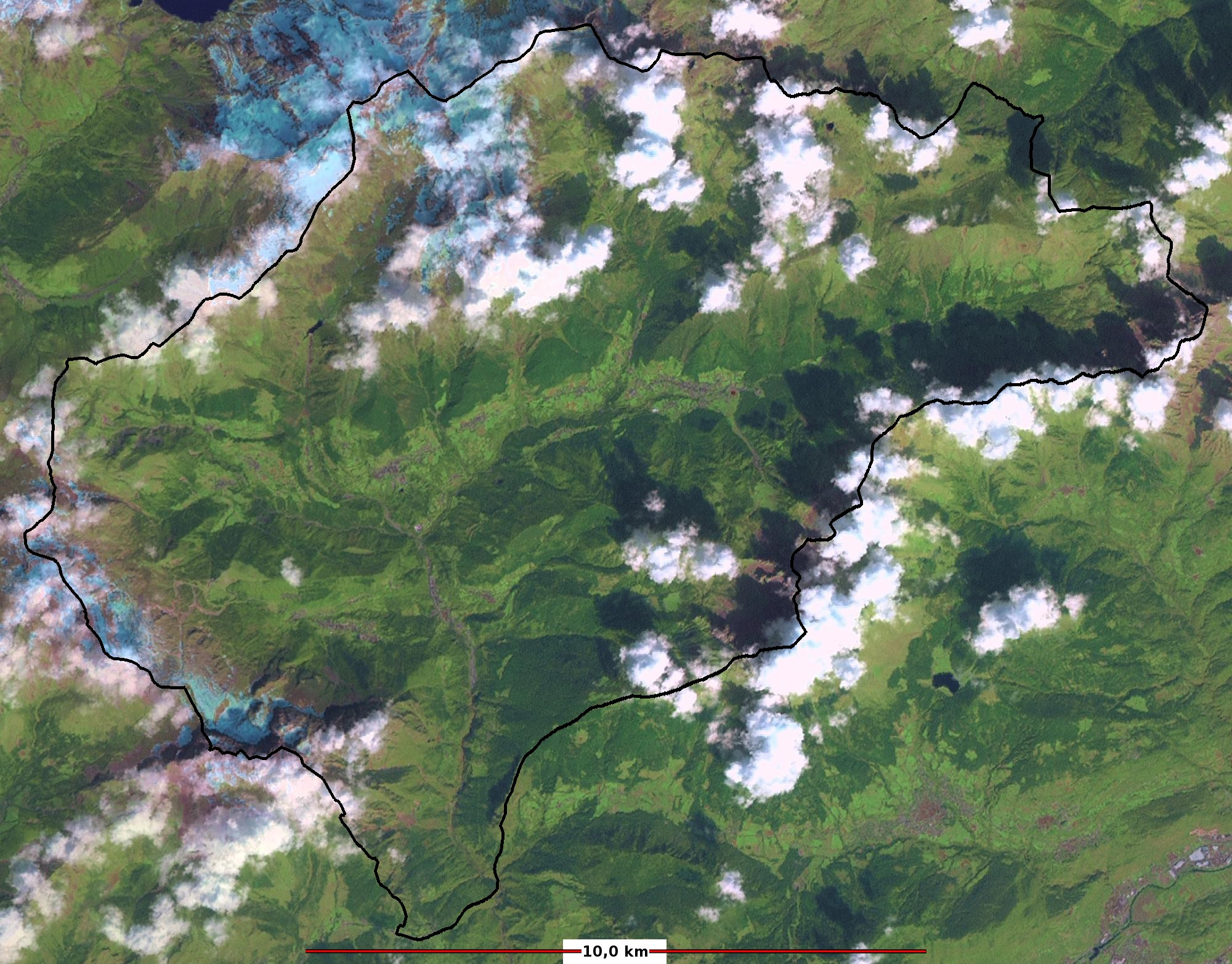
Veduta dal satellite con evidenziati i confini della Comunità Montana di Scalve